# Hatteras (Volk)

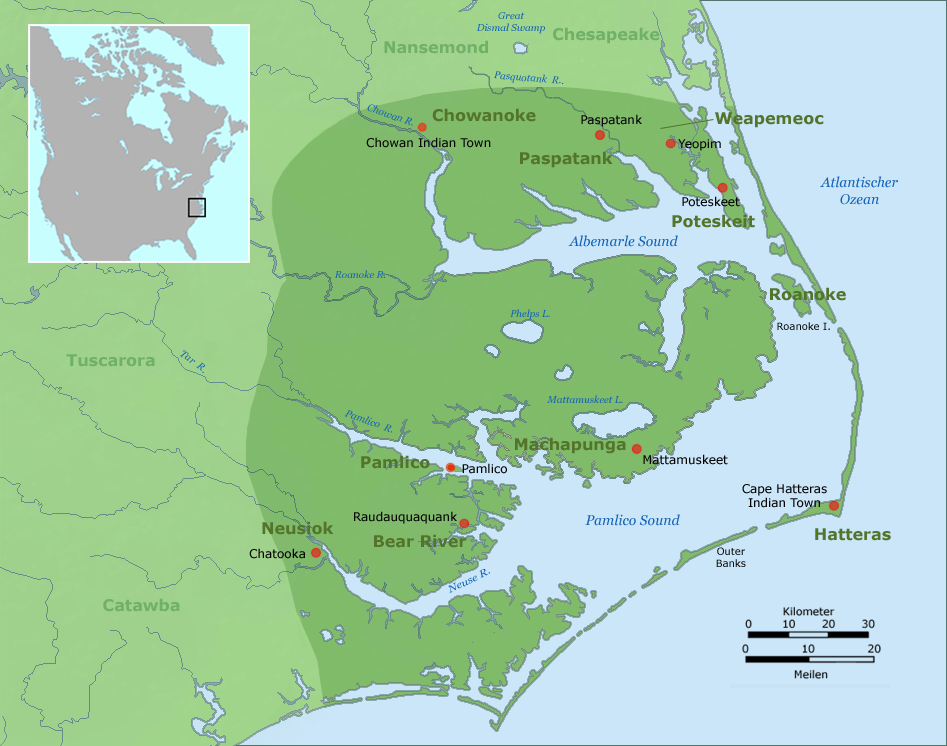
Wohngebiet der Hatteras und benachbarter Stämme von 1657 bis 1795

Die Hatteras, auch Croatoan oder Croatan, waren ein kleiner Indianerstamm, dessen Stammesgebiet überwiegend auf den vorgelagerten Inseln und Sandbänken, den Outer Banks, an der Ostküste des heutigen Bundesstaats North Carolina in den Vereinigten Staaten lag. Sprachlich sind sie der kleinen Gruppe der North-Carolina-Algonkin zuzuordnen. Die Croatoan gehörten zu den ersten Stämmen nordamerikanischer Indianer, die 1584/85 Kontakt mit englischen Kolonisten hatten.

## Wohngebiet und Umwelt
Zur Zeit des ersten Kontaktes mit den Europäern um 1584 umfasste das Wohngebiet der Croatoan das heutige Dare County mit dem Alligator River, den Croatan Sound, Roanoke Island und die Outer Banks einschließlich Hatteras Island. Die Breite der Inseln in den Outer Banks beträgt stellenweise weniger als 200 Meter. Den östlichsten Punkt markiert Kap Hatteras. Dort beträgt die Entfernung zum Festland rund 50 Kilometer. Aufgrund dieser exponierten Lage sind die Inseln sehr stark von den Auswirkungen der häufigen Hurricans betroffen.
Das Gebiet westlich des Pamlico Sounds am Alligator River ist bewaldet oder sumpfig, von Weihrauch-Kiefern (Pinus taeda) und Zypressen (Taxodium distichum) bewachsen. Der nordöstliche Teil der Outer Banks von der Grenze zu Virginia bis zum Oregon Inlet ist überwiegend sandig und von Seegras und Strandhafer, sowie von Opuntien (Opuntia humifasa) und Palmlilien (Yucca aloifolia) bewachsen. Südlich von Kap Hatteras gedeihen die Palmettopalme (Sabal palmetto), die Zwergpalmettopalme (Sabal minor) und die Pindo Palme (Butia capitata).

## Lebensweise und Kultur

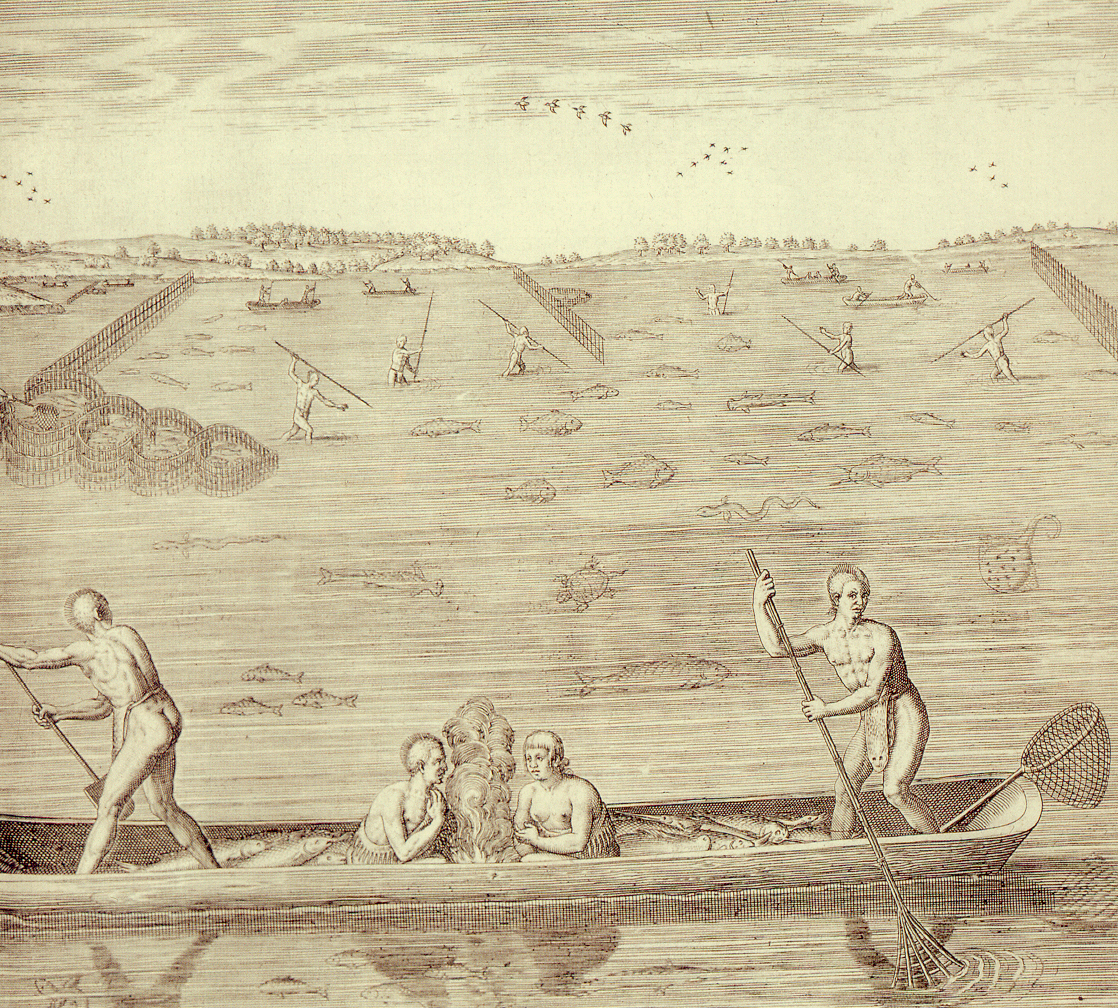
Methoden des Fischfangs bei den Croatoan

Die Croatoan waren ausgezeichnete Kanufahrer und Fischer. Ein großer Teil ihrer Nahrung bestand aus Fischen und Muscheln, die bevorzugt im Frühling, aber auch zu anderen Jahreszeiten, gefangen und gesammelt wurden. Sie fertigten ihre Netze mit unterschiedlich weiten Maschen aus den Fasern der Asclepias syriaca zum Fangen von Heringen, Umber- und Maifischen. In Flüssen und Flussmündungen wurden Fische mit Wehren und Konstruktionen aus Ried gefangen, sowie mit Speeren vom Kanu aus oder im seichten Wasser erlegt. Des Nachts lockte man Fische durch Feuer an die Boote und fing sie mit Netzen. Vögel und Säugetiere wurden mit Pfeil und Bogen gejagt und in den Sümpfen gehörten Schlangen und Schildkröten zur Jagdbeute der Croatoan.

## Geschichte
Die für Europäer zumeist ungewöhnlichen Orts- und Eigennamen stammen aus der Sprache der Ureinwohner, dem North-Carolina-Algonkin. Die Bezeichnung Hatteras ist die englische Version eines Algonkinworts und bedeutet wenig Vegetation. Viele weitere Orts- und Eigennamen sind im 18. Jahrhundert von englischen Siedlern aus dieser Sprache übernommen worden. Die Croatoan waren der einzige Stamm, der das ganze Jahr hindurch die Outer Banks bewohnte. Die anderen Völker vom Festland kamen nur zum Fischen und Jagen auf die Inseln. Die Croatoan zogen sich im Winter in bewaldete Gebiete und den sicheren Hafen von Hatteras Island zurück.
Wissenschaftler vermuten, dass die North-Carolina-Algonkin um 500 v. Chr. das Gebiet an der Ostküste North Carolinas erreichten. In Ausgrabungsstätten bei Buxton und Frisco auf Hatteras Island wurden zahlreiche Artefakte gefunden. Bei Kings Point in Frisco konnten Archäologen eine Stätte lokalisieren, an der enorme Mengen an Muschelschalen deponiert worden waren. Sie schlossen daraus auf eine relativ große Anzahl von Indianern auf einem Territorium, das vom heutigen Buxton bis nach Frisco reichte. Das Land unterhalb der Cape Hatteras School in Buxton wird von den Ureinwohnern als heilig verehrt. Alle bekannten Berichte über das Leben der Ureinwohner der Outer Banks stammen von den europäischen Entdeckern. 1524 ankerte Giovanni da Verrazzano vor der Küste, vermutlich zwischen Cape Lookout und Kap Hatteras, wo es zu einer freundlichen Begegnung mit den Indianern kam. Auch spanische Schiffe landeten vor den Engländern an der Küste, wie aus alten spanischen Landkarten dieses Gebiets hervorgeht. Eine frühe englische Karte von 1585 nennt die Insel Croatan Island, während eine von John White gezeichnete Karte das Kap mit Hattorask bezeichnet. John White und 117 Kolonisten landeten hier am 22. Juni 1587. Sie wurden von den Ureinwohnern freundlich begrüßt, bevor sie weiter nach Roanoke Island fuhren und dort die erste englische Kolonie gründeten. Als John White nach längerem Aufenthalt in England 1590 die Roanoke-Kolonie wieder aufsuchte, waren die Kolonisten verschwunden und der einzige Hinweis auf ihren Aufenthaltsort waren die in einen Baumstamm geritzten Buchstaben CRO und CROATOAN. John White deutete die Nachricht dahingehend, dass sie zu den Croatoan gegangen waren. Eine von England 1602 entsandte Expedition nach Roanoke fand keine weiteren Spuren der verlorenen Kolonisten. Heute vermutet man, dass die Kolonisten tatsächlich zu den Croatoan gezogen sind. Einige Bewohner von Hatteras Island erinnerten sich an weiße Vorfahren, andere hatten Augenfarben, die sonst unter Indianern nicht anzutreffen ist.
Ab Beginn des 18. Jahrhunderts wurden die Croatoan von den englischen Siedlern als Hatteras bezeichnet. Die Bevölkerungszahl der Ureinwohner nahm rapide ab. Gründe dafür waren vor allem die von Europäern eingeschleppten Krankheiten, wie Tuberkulose und Pocken, gegen die sie keine Widerstandskräfte hatten. Aber auch Kriege gegen Stämme vom Festland, wie zum Beispiel 1714 gegen die Coree und Machapunga, forderten ihren Tribut an Menschenleben. John Lawson zählte um 1709 nur noch rund 40 bis 50 Hatteras und seit dem Jahr 1788 gilt der Stamm als ausgestorben.